# フンペ・フンペ
フンペ・フンペ（Humpe • Humpe、また Humpe & Humpe、Inga & Anete Humpe とも）は、ドイツの姉妹ミュージシャン、ポップシンガー、音楽プロデューサーである、アネット・フンペ（1950年 - ）とインガ・フンペ（1956年 - ）の共同音楽プロジェクトの名称。このデュオは、1985年と1987年にアルバム『これが人生だ (Humpe•Humpe)』と『Swimming with Sharks』を発表し、それぞれのアルバムからシングルもリリースした。アルバム『これが人生だ』の収録曲「これが人生だ (Yama-Ha)」は、日本企業名を羅列する歌詞で注目され、日本でもシングル盤が発売された。
バンド名としても用いられた『Swimming with Sharks』は、「フンペ」という名に馴染みのないアメリカ合衆国やイギリスなどの英語圏で二人がキャリアを拡大しようと意図した名称だったが、これらの国々では目立った成功は得られなかった。
フンペ・フンペのプロジェクトの前後、インガはネオンベイビーズ、DÖF、2raumwohnungなど、いろいろなバンドに所属しており、同様にアネットもイデアルなどで活躍し、Ich + Ichに所属していた。彼女は、リオ・ライザー、ハイナー・プデルコ、ディー・プリンツェン、ルシレクトリック、パレ・シャンブルグをプロデュースした。
姉妹の2枚のアルバムと、シングルのうち2枚は、ドイツでチャート入りを果たした。

## ディスコグラフィ
アルバム
- Humpe • Humpe (1985), WEA (Wiederveröffentlicht 2006 als Humpe • Humpe – The Platinum Collection, Warner)
- Swimming with Sharks (1987), WEA (als Inga & Anete Humpe)

シングル、EP
- Geschrien im Schlaf / Yo No Bailo (1985), WEA
- Yama-Ha / Memories (1985), WEA
- 3 of Us / You Didn’t Want Me When You Had Me (1985), WEA
- Humpe • Humpe (7″-EP) mit den Titeln: You Didn’t Want Me When You Had Me / Geschrien im Schlaf / Belle Jar / Can’t Leave the Pool (1986), AMIGA Quartett (DDR)
- Careless Love / Come Closer Now (1987), WEA
- No Longer Friends / Back into Your Heart (1988), WEA

コンピレーション
- Careless Love (1996), WEA Compass